# Masino (torrente)
Il Màsino è un torrente che scorre interamente nella provincia di Sondrio.

## Descrizione
Nasce nei pressi del Passo di Bondo, tra il Pizzo Badile ed i Pizzi del Ferro. Scorre per 22 km nella val Masino, bagnando Bagni del Masino, San Martino (dove riceve le acque del Mello), Filorera e Cataeggio (dove riceve da sinistra le acque provenienti dalla valle di Sasso Bisolo che più in alto prende il nome di valle di Preda Rossa). Più a valle, all'altezza della località Ponte del Baffo, riceve da destra con una bella cascata le acque del torrente proveniente dalla valle di Spluga e lambisce Masino, omonima frazione ardennese. 
I comuni attraversati sono Val Masino, Civo, Dazio e Ardenno, dove confluisce da destra nell'Adda.